# Jean-Pierre Bosser

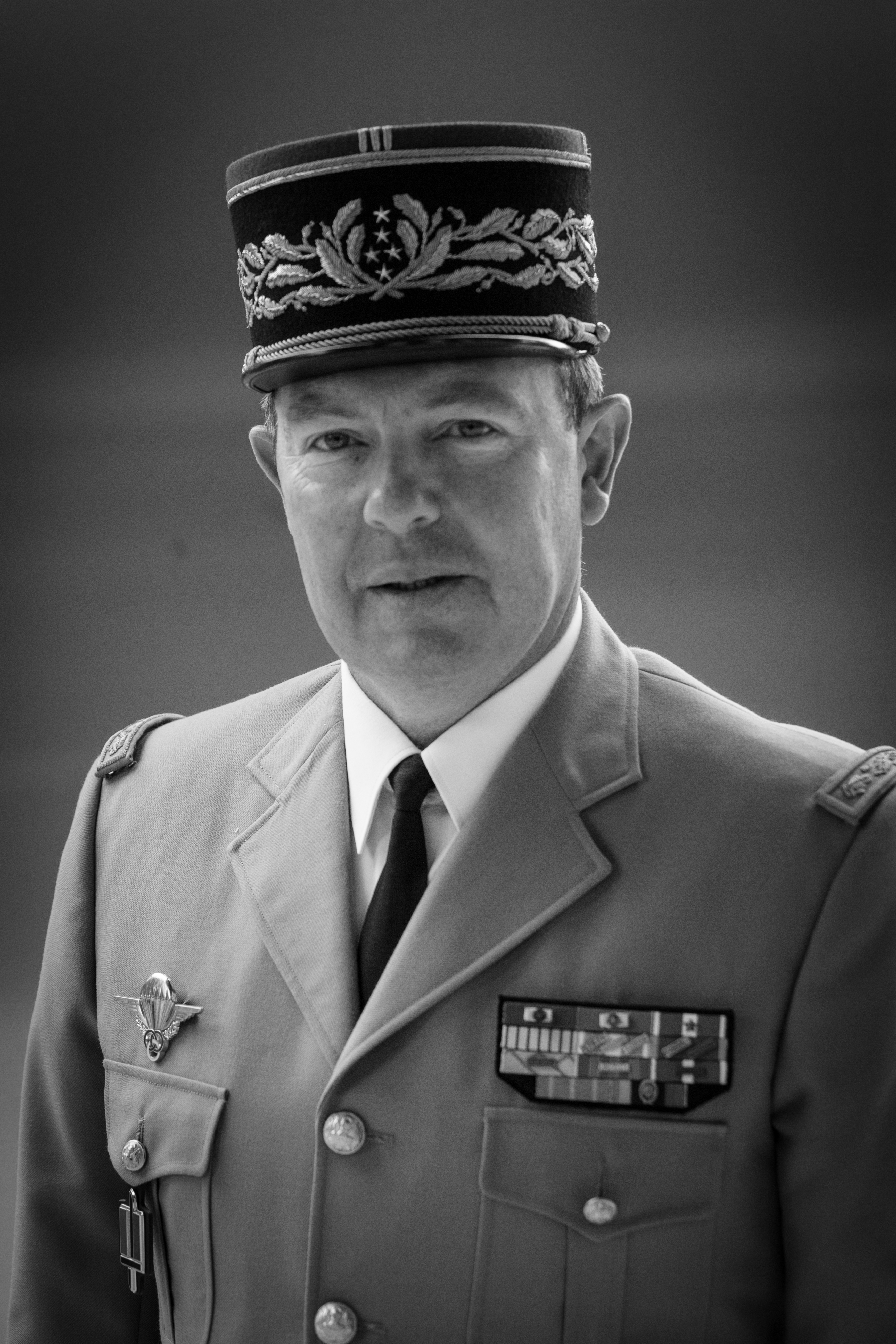
Jean-Pierre Bosser 2015

Jean-Pierre Bosser (* 14. November 1959 in Versailles) ist Général d’armée und war von 2014 bis 2019 Oberkommandierender der französischen Landstreitkräfte (Armée de terre).

## Leben
Er begann seine militärische Karriere 1970 mit dem Eintritt in die Militärschule Saint-Cyr und absolvierte hier den Lehrgang Nr. 166 „1979–1981 Général Lasalle“. Nach seinem Abschluss wählte er als Waffengattung die Marineinfanterie und setzte seine Ausbildung an der „École d’application de l’infanterie“ (Infanterieschule) in Montpellier fort. Er wurde dann zum „8e régiment de parachutistes d’infanterie de marine“ (8. Fallschirmregiment der Marineinfanterie) nach Castres versetzt. In dieser Einheit diente er insgesamt dreimal: von 1982 bis 1985 als „Chef de Section“ (Zugführer), von 1986 bis 1990 als „Officier adjoint“ (zugeteilter Offizier bzw. Gehilfe im Stab), dann als „Commandant de compagnie“ (Kompaniechef). Nachdem er am 1. Oktober 2000 zum Colonel befördert worden war, war er von 2001 bis 2003 Kommandeur der Einheit.
In den Jahren 1982 und 1992 gehörte Bosser zum Planungsstab der Multinationalen Sicherungskräfte in Beirut, 1983 plante er die „Opération Manta“ im Tschad mit und gehörte 1989 zum Stab der „Opération Epervier“.
In den Jahren 1984 und 1989 war er in der Zentralafrikanischen Republik eingesetzt und war 1990 schließlich in Gabun für die Evakuierung der französischen Staatsbürger aus Port-Gentil verantwortlich.
1985 war er für ein Jahr als technischer Militärberater bei einem Fallschirm-Kommandobataillon der Islamischen Republik Mauretanien eingesetzt.
Von 1990 bis 1992 hatte Bosser den Posten des Chefs des „Centre opérationnel de l’état-major interarmées du commandement supérieur des forces armées en Nouvelle-Calédonie“ (Operationszentrum des Überseeischen Stabes des Oberkommandos des Streitkräfte in Neukaledonien) inne.
1996 für fünf Jahre an die École supérieure de guerre kommandiert, wurde er dort in der Abteilung „Études générales“ (Allgemeine Studien) der „Direction du personnel militaire de l’armée de terre“ (DPMAT – Militärische Personaldirektion der Landstreitkräfte) eingesetzt, bevor er das Kommando über das „8e régiment de parachutistes d’infanterie de marine“ übernahm.
Im Jahre 2002 stand er bei der „Opération Trident“ an der Spitze seines Regiments im Kosovo, und im folgenden Jahr war er bei der „Opération Boali“ in der Zentralafrikanischen Republik eingesetzt.
Von 2002 bis 2005 bekleidete Bosser den Posten des „Directeur des formations d’élèves des écoles de Saint-Cyr“ (Direktor der Eleveneinheiten der Schulen von Saint-Cyr) in Coëtquidan. Danach kehrte er zur DPMAT zurück und wurde dort Abteilungsleiter „Allgemeine Aufgaben“ und dann Abteilungsleiter „Allgemeine Studien“.
Am 1. August 2007 zum Général de brigade befördert, wurde er Adjutant des stellvertretenden Stabschefs für Personalreserve im Generalstab des Heers in Paris.
Am 1. August 2008 übernahm Général Bosser für zwei Jahre das Kommando über die 11. Fallschirmbrigade in Toulouse.
Am 1. August 2008 erfolgte die Beförderung zum Général de division, verbunden damit war die Versetzung als stellvertretender Chef der Abteilung „Performance-synthèse“.
Mit der Beförderung zum Général de corps d’armée wurde ihm am 29. November 2012 der Posten des „Directeur de la protection et de la sécurité de la Défense“ (Direktor für Schutz und Sicherheit der Landesverteidigung) in Paris übertragen.
Mit dem 15. Juli 2014 beschloss der Ministerrat die Beförderung des Général de corps d’armée Bosser zum Général d’Armee. Am 1. September 2014 übernahm Bosser das Amt des Oberkommandierenden der französischen Landstreitkräfte, das er bis Ende Juli 2019 innehatte.
Am 14. Juni 2019 wurde Bosser zum Generaldirektor der Mérieux-Stiftung mit Amtsantritt im September 2019 gewählt.
Bosser ist verheiratet und hat zwei erwachsene Kinder.

## Auszeichnungen
- Grand Officer der Légion d’honneur
- Commandeur des Ordre national du Mérite
- Commander der Legion of Merit
- Croix de la Valeur militaire
- Croix du combattant
- Médaille d’Outre-Mer
- Médaille de la Défense nationale (am goldenen Band)
- Médaille de reconnaissance de la Nation
- Médaille commemorative française (am Bande)
- NATO Medal „Kosovo“
- Chevalier du mérite national Mauretanien

Des Weiteren wurde ihm 2021 der japanische mehrfarbige Orden der Aufgehenden Sonne am Band verliehen.